# Jupp Kapellmann
Hans-Josef "Jupp" Kapellmann (19 de diciembre de 1949), es un exfutbolista alemán, estuvo en el legendario Bayern de Múnich que ganó 3 Copas de Europa consecutivas y también disputó el Mundial 1974 con la selección de fútbol de Alemania.

## Clubes
| Club                | País     | Año       |
| ------------------- | -------- | --------- |
| Alemannia Aquisgrán | Alemania | 1968-1970 |
| FC Colonia          | Alemania | 1970-1973 |
| Bayern de Múnich    | Alemania | 1973-1979 |
| 1860 Múnich         | Alemania | 1979-1981 |

## Palmarés

### Títulos nacionales
| Título     | Equipo        | País     | Año     |
| ---------- | ------------- | -------- | ------- |
| Bundesliga | Bayern Múnich | Alemania | 1973-74 |

### Títulos internacionales
| Título                 | Equipo                | País           | Año     |
| ---------------------- | --------------------- | -------------- | ------- |
| Copa Mundial de Fútbol | Selección de Alemania | Múnich         | 1974    |
| Copa de Europa         | Bayern Múnich         | Bruselas       | 1973-74 |
| Copa de Europa         | Bayern Múnich         | París          | 1974-75 |
| Copa de Europa         | Bayern Múnich         | Glasgow        | 1975-76 |
| Copa Intercontinental  | Bayern Múnich         | Belo Horizonte | 1976    |

- Datos: Q62078